# فيندينهيم
فيندينهيم (‎fr‏; الأليمانية: Vangene، الألزاسية: Fangene) هي بلدية تقع في إقليم الراين الأسفل من منطقة ألزاس في شمال شرق فرنسا. تبلغ مساحة هذه المدينة 15.89 (كم²)، وترتفع عن سطح البحر 150 م، يبلغ عدد سكانها 5751 نسمة حسب إحصاء المعهد الوطني للإحصاء والدراسات الاقتصادية سنة 2009 م. وترأس هنري برونر Henri Bronner البلدية خلال فترة (2008 - 2014).

## وصلات خارجية
- صفحة البلدية على موقع المعهد الوطني للإحصاء والدراسات الاقتصادية (بالفرنسية)